# Max Strobel
Max Strobel (Oelsnitz, 15 juli 1912/1913 – Sachsen, sterfdatum onbekend) was een Duitse militair tijdens de Tweede Wereldoorlog. Hij was als hoofd van de Sicherheitspolizei in Maastricht (mede)verantwoordelijk voor de dood van minimaal 45 personen. 
In de laatste maanden van de oorlog zat hij in Friesland achter de dood van nog eens 25 mensen.

## Levensloop
Strobel werkte eerst als koopman, voordat hij bij de politie in Düsseldorf terecht kwam. Op 20-jarige leeftijd meldde hij zich aan bij de SS. Begin 1942 werd hij benoemd als hoofd van de Sicherheitsdienst in Maastricht, een van de zes buitenposten. Hij werkte daar nauw samen met zijn rechterhand Richard Nitsch en Hans Conrad. Naarmate de oorlog vorderde nam het verzet in Limburg tegen het Duitse bewind ook steeds verder toe. Strobel koos voor een harde aanpak. Nitsch kreeg van hem toestemming om zijn gevangenen te martelen. Dit ging zelfs zover dat de Duitse regels op dat gebied overschreden werden. Ook vonden er regelmatig executies plaats van verzetsleden en willekeurige personen. Justitie hield Strobel en zijn medewerkers verantwoordelijk voor minimaal 45 doden. Zo werden op 3 mei 1943 zeven stakers doodgeschoten die deelnamen aan de April-meistakingen.
De Duitser had een verhouding met Aldegonda Zeguers-Boere. Het Limburgs verzet deed in mei 1944 via haar een poging om een opgepakte verzetsman vrij te krijgen. Zij had een ontmoeting met onder andere Jo Lokerman, waarbij werd medegedeeld dat het losgeld twaalfduizend gulden bedroeg. Na afloop van de bijeenkomst verlieten de verzetsmensen het huis en werden allen opgepakt. Naar aanleiding van deze arrestatie werden uiteindelijk vijftig personen opgepakt.
De geallieerden rukten in de tweede helft van 1944 snel op richting Limburg. Strobel en Nitsch weken daarom uit naar Friesland, waar zij hun schrikbewind voortzetten. Justitie hield hen daar verantwoordelijk voor de dood van minstens 25 mensen. In mei 1945 gaven de SD-chef en zijn medewerkers zich gekleed in parachutistenuniform in Haarlem over aan de Canadezen. Hij gaf zelf een valse naam op (Max Starke of Max Walther) en werd overgebracht naar een krijgsgevangenkamp in Norden in Duitsland. Omdat niemand achter zijn ware identiteit kwam, werd Strobel al snel weer vrijgelaten.
In het bevrijde Nederland was er juist een goed beeld ontstaan van de oorlogsactiviteiten van Strobel en begon de zoektocht naar hem. In februari 1947 beweerde een Friese man dat hij Strobel had ontmoet in het Duitse Hamm. Deze zou gezegd hebben dat er een transport van gevluchte SS'ers naar Argentinië werd georganiseerd. Een poging door de Britten, die op dat moment een deel van Duitsland bezetten, om Strobel op te pakken mislukte, omdat ze hem nergens zagen. In januari 1950 meldde de Nederlandse pers dat Strobel in Düsseldorf was aangehouden, maar hier bleek sprake van een misverstand; iemand anders met de achternaam Strobel was opgepakt.
Uit onderzoek van de journalist Bart Ebisch, kleinkind van een van de slachtoffers van de verdwenen Duitser, bleek in 2016 dat de Nederlandse pogingen om Strobel op te sporen vooral bestonden uit het corresponderen tussen Nederlandse en Duitse instanties. Er is bijvoorbeeld nooit onderzocht of de Duitser zich ergens onder een van zijn bekende aliassen had geregistreerd, noch zijn de vrouw van Strobel of zijn oud-collega's ondervraagd om meer te weten te komen over zijn eventuele verblijfplaats.